# THE IDOLM@STER SideM WORLD TRE@SURE
「THE IDOLM@STER SideM WORLD TRE@SURE」（アイドルマスターサイドエム ワールドトレジャー）は、2018年5月9日よりランティスからリリースされているCDシリーズ。

## 概要
スマートフォン用アプリゲーム『アイドルマスター SideM LIVE ON ST@GE!』用に作成された楽曲を収録したCDシングルシリーズ。全13枚。
「WORLD TRE@SURE」のタイトルどおり、海外公演をテーマにしている。CDごとにそれぞれ別の国々がモチーフに使用されている。

## 01
2018年5月9日発売。フランスをテーマにしている。歌は天道輝（仲村宗悟）、握野英雄（熊谷健太郎）、紅井朱雀（益山武明）、葛之葉雨彦（笠間淳）。
収録曲
1. 永遠（とわ）なる四銃士
作詞：結城アイラ、作曲・編曲：田熊知存
2. MEET THE WORLD!（FRANCE Ver.）
作詞：真崎エリカ、作曲・編曲：山口朗彦
3. 永遠なる四銃士（off vocal）

## 02
2018年6月13日発売。アメリカをテーマにしている。歌は蒼井悠介（菊池勇成）、木村龍（濱健人）、若里春名（白井悠介）。
収録曲
1. トレジャー・パーティー！
作詞：真崎エリカ、作曲・編曲：サイトウヨシヒロ
2. MEET THE WORLD!（AMERICA Ver.）
3. トレジャー・パーティー！（off vocal）

## 03
2018年8月8日発売。スペインをテーマにしている。歌は橘志狼（古畑恵介）、硲道夫（伊東健人）、牙崎漣（小松昌平）。
収録曲
1. Baile Apasionado
作詞：松井洋平、作曲・編曲：草野将史
2. MEET THE WORLD!（SPAIN Ver.）
3. Baile Apasionado（Off Vocal）

## 04
2018年10月3日発売。中国をテーマにしている。歌は御手洗翔太（松岡禎丞）、渡辺みのり（高塚智人）、大河タケル（寺島惇太）、兜大吾（浦尾岳大）
収録曲
1. 千客万来ニーハオサァカス！
作詞：真崎エリカ、作曲：小川裕司、編曲：廣澤優也
2. MEET THE WORLD!（CHINA Ver.）
3. 千客万来ニーハオサァカス！（Off Vocal）

## 05
2018年12月5日発売。ハワイをテーマにしている。歌は舞田類（榎木淳弥）、水嶋咲（小林大紀）、姫野かのん（村瀬歩）
収録曲
1. ALOHA! HAPPY CREATOR!
作詞：結城アイラ、作曲・編曲：奥田もとい
2. MEET THE WORLD!（HAWAI Ver.）
3. ALOHA! HAPPY CREATOR!（Off Vocal）

## 06
2019年2月6日発売。ドイツをテーマにしている。歌は伊集院北斗（神原大地）、都築圭（土岐隼一）、冬美旬（永塚拓馬）、アスラン＝BB II世（古川慎）
収録曲
1. Hallo, Freunde!
作詞：真崎エリカ、作曲・編曲：桑原佑介
2. MEET THE WORLD!（GERMANY Ver.）
3. Hallo, Freunde!（Off Vocal）

## 07
2019年4月3日発売。フィンランドをテーマにしている。歌はピエール（堀江瞬）、蒼井享介（山谷祥生）、清澄九郎（中田祐矢）、榊夏来（渡辺紘）
収録曲
1. Purely&Kindly
作詞：真崎エリカ、作曲・編曲：新田目駿
2. MEET THE WORLD!（FINLAND Ver.）
3. Purely&Kindly（Off Vocal）

## 08
2019年6月5日発売。カナダをテーマにしている。歌は神楽麗（永野由祐）、秋山隼人（千葉翔也）、卯月巻緒（児玉卓也）、岡村直央（矢野奨吾）
収録曲
1. Sugaring Off Party!
作詞：松井洋平、作曲・編曲：板垣祐介
2. MEET THE WORLD!（CANADA Ver.）
3. Sugaring Off Party!（Off Vocal）

## 09
2019年8月7日発売。ロシアをテーマにしている。歌は神谷幸広（狩野翔）、山下次郎（中島ヨシキ）、古論クリス（駒田航）
収録曲
1. 眠らぬ夜にスパシーバ!
作詞：真崎エリカ、作曲・編曲：原田篤（Arte Refact）
2. MEET THE WORLD!（RUSSIA Ver.）
3. 眠らぬ夜にスパシーバ!（Off Vocal）

## 10
2019年10月2日発売。タイをテーマにしている。歌は柏木翼（八代拓）、華村翔真（バレッタ裕）、東雲荘一郎（天﨑滉平）、円城寺道流（濱野大輝）
収録曲
1. My pen light, SMILE
作詞：松井洋平、作曲・編曲：no_my
2. MEET THE WORLD!（THAILAND Ver.）
3. My pen light, SMILE（Off Vocal）

## 11
2019年12月4日発売。インドをテーマにしている。歌は天ヶ瀬冬馬（寺島拓篤）、猫柳キリオ（山下大輝）、秋月涼（三瓶由布子）
収録曲
1. もくろみインディアNight
作詞：結城アイラ、作曲・編曲：桑原佑介
2. MEET THE WORLD!（INDIA Ver.）
3. もくろみインディアNight（Off Vocal）

## 12
2020年2月5日発売。イギリスをテーマにしている。歌は桜庭薫（内田雄馬）、黒野玄武（深町寿成）、九十九一希（徳武竜也）。なお、2019年12月末をもって徳武が声優業を引退したため、九十九一希役としての徳武の参加は本作が最後となった。
収録曲
1. Your Nobility
作詞：松井洋平、作曲・編曲：原田篤（Arte Refact）
2. MEET THE WORLD!（UNITED KINGDOM Ver.）
3. Your Nobility（Off Vocal）

## 13
2020年4月1日発売。日本をテーマにしている。歌は鷹城恭二（梅原裕一郎）、信玄誠司（増元拓也）、伊瀬谷四季（野上翔）、北村想楽（汐谷文康）。
収録曲
1. Welcome to Japan！
作詞：松井洋平、作曲：ats、編曲：日比野裕史
2. MEET THE WORLD!（JAPAN Ver.）
3. Welcome to Japan！（Off Vocal）

## リミックス盤
THE IDOLM@STER SideM UNIT COLLECTION -MEET THE WORLD!-
2021年2月7日、ライブ会場限定販売。『MEET THE WORLD!』のユニット・リミックスが収録されている。その内、F-LAGSver.は九十九一希の音源を比留間俊哉の物に差し替えた物となっている。